# خالد بن سعد العقيل
خالد بن سعد العقيل هو الأمين العام للهيئة العليا للأمن الصناعي في وزارة الداخلية بالمملكة العربية السعودية.
يشارك في تخطيط وتصميم وتنفيذ جميع الاستراتيجيات والسياسات والعمليات المتعلقة بالأمن الصناعي لمرافق البنية التحتية الوطنية في المملكة العربية السعودية. بصفته خبيرًا في مجال الأمن الصناعي، تشمل اهتماماته البحثية الابتكارات في مجال الأمن الصناعي وهندسة العمليات.
بأمر من ولي العهد، نائب رئيس الوزراء، وزير الداخلية، الأمير محمد بن نايف، يُشارك العقيل أيضًا في المؤتمرات الوطنية وغيرها من الأحداث الإقليمية التي تدعم وتعزز الأمن الصناعي. وقد شملت المؤتمرات والمعرض الدولي للأمن الصناعي، بالتعاون مع IFSEC الدولية، وكذلك المشاركة بانتظام في الأحداث التي تعقدها الجمعية الأمريكية للأمن الصناعي (ASIS) على المستوى الإقليمي.
كما يشغل منصب عضو مجلس إدارة مدينة الملك عبد الله للطاقة الذرية والمتجددة.

## التعليم
- شهادة الدكتوراة في الهندسة الكيميائية وهندسة العمليات، جامعة شفيلد، 1999.
- ماجستير في الهندسة الكيميائية، جامعة شيفيلد، 1995، تخصص في مجال إدارة المخاطر ومنع الخسائر.
- بكالوريوس في الهندسة الصناعية، جامعة الملك سعود، 1990.